# سون هونگیون
سون هونگیون (انگلیسی: Sun Hongyun؛ زادهٔ ۵ مارس ۱۹۶۲) شمشیرباز زن اهل چین بود. وی در بازی‌های المپیک تابستانی ۱۹۸۸ شرکت کرده‌است.